# Victory (Band)
Victory ist eine deutsche Hard-Rock- und Heavy-Metal-Band aus Hannover, die ihre größten Erfolge in den 1980er Jahren feierte. Nach ihrer ersten Auflösung im Jahr 1994 fand sie sich in wechselnder Besetzung immer wieder zusammen und ist auch derzeit wieder auf der Bühne aktiv.

## Geschichte

### Gründung
Victory entstand 1984 aus der Band Fargo. Fargo bestand nach Umbesetzungen auf mehreren Posten aus Bassist Peter Knorn, den beiden Gitarristen Tommy Newton und John Lockton sowie dem Schlagzeuger Bernie Van Der Graaf. Gemeinsam mit dem Sänger Pedro Schemm und dem Produzenten Ric Browde arbeitete sie am Nachfolgealbum zu F, das 1982 erschienen war. Da Browde mit den gesanglichen Leistungen Schemms nicht einverstanden war, wurde der ehemalige Gary-Moore- und Ted-Nugent-Sänger Charlie Huhn verpflichtet. 
Durch eine Empfehlung von Scorpions-Gitarrist Rudolf Schenker übernahm deren Manager David Krebs auch das Fargo-Management. Nach einem längeren Aufenthalt der Band in New York verschaffte Krebs ihr einen weltweiten Plattenvertrag bei CBS, machte aber die Umbenennung der Gruppe zur Bedingung. Krebs schlug dabei den Namen „Victory“ vor, wodurch das letzte Fargo-Album tatsächlich als das Debütalbum der scheinbar neuen Band Victory erschien.

### 1985–1996: Etablierung
Das erste, gleichnamige Album erschien 1985 bei CBS Records und erregte wegen des provokativen Coverartworks – ein kaum bekleidetes Model liegt auf dem Rücken und bildet mit seinen gespreizten Beinen den Anfangsbuchstaben des Bandnamens – einen Sturm der Entrüstung, vor allem in den USA. Der Hype funktionierte und das Album stieg in die Charts ein. Noch vor der ersten US-Tour wurde Schlagzeuger Bernie Van Der Graaf durch Fritz Randow (Ex-Eloy) ersetzt. Neben 60 Konzerten spielte die Band unter anderem auch auf den beiden größten Festivals des Landes, dem Out in the Green in Oakland vor 60.000 und dem Texxas Jam vor über 80.000 Zuschauern. Nach ihrer Rückkehr nach Deutschland wurde John Lockton durch den ehemaligen Accept-Gitarristen Herman Frank ersetzt. 
Auch mit dem zweiten Album Don't Get Mad ... Get Even tourte die Band wieder durch Europa und Amerika und die Single „Check's in the Mail“ bescherte ihnen einen Radiohit in den USA. Das dritte Album Hungry Hearts erschien 1987 und wurde erneut durch eine Tour durch Amerika und Europa präsentiert. Bei einem Konzert in Hamburg schnitt Victory ein Livealbum mit, das 1988 unter dem Titel That's Live erschien. Nach der Veröffentlichung verließ Sänger Charlie Huhn die Band, um bei den wieder vereinigten Humble Pie einzusteigen. Bei der Suche nach seinem Nachfolger stellte sich u. a. der Amerikaner Ted Bullet vor; doch er passte nicht zum Material von Victory und gründete stattdessen mit Henny Wolter und Ole Hempelmann die Band Thunderhead. Den Gesang bei Victory übernahm schließlich der in Basel beheimatete spanischstämmige Fernando Garcia. 
Das vierte Album, Culture Killed the Native, erreichte in Deutschland Platz 19 der Charts und stieg auch in den USA wieder in die Hitparaden ein. Eine Europatour als Support für Gary Moore folgte, bevor Victory ihre erste Headlinertour durch Amerika starteten, inklusive ihrer ersten Konzerte in Kanada. Die beiden Singles „Never Satisfied“ und „Don't Tell No Lies“ erhielten erneut Airplay von Radio und MTV. Bereits 1990 erschien das zweite Studioalbum mit Garcia als Sänger. Temples of Gold erreichte in Deutschland erneut die Top 20 und erschien in der Erstauflage mit einer sechs Songs umfassenden Live-EP, die in Los Angeles mitgeschnitten wurde. Eine weitere US-Tour folgte, bevor 1992 das Album You Bought It – You Name It erschien. 
Victory gehörten mittlerweile neben den Scorpions, Accept, Helloween und Gamma Ray zu den erfolgreichsten deutschen Bands des härteren Genres. Trotzdem kündigten sie im Jahr 1994 mit ihrem Doppellivealbum unter dem Titel Liveline ihren Abschied an. Zwei Jahre später spielte die Band dennoch das neue Album Voiceprint ein. Herman Frank wurde durch den neuen Gitarristen Jake Paland ersetzt und für Schlagzeuger Fritz Randow kam Matthias Liebetruth, der einige Jahre später beim deutschen Metalurgestein Running Wild anheuerte. Der Erfolg blieb aber aus, und die Band trennte sich erneut.

### Karrieren nach der Auflösung der ersten Bandbesetzung
Während Tommy Newton sich als Produzent einen Namen machte, wurde Peter Knorn Manager von Uli Jon Roth, Glenn Hughes und Michael Schenker.
Herman Frank hatte derweil die Band Moon’Doc gegründet und nahm insgesamt drei Alben unter diesem Namen auf. Von 2005 bzw. 2009 bis 2015 spielte er wieder bei Accept Gitarre und nahm dort weitere Alben auf. Zwischen 2009 und 2021 erschienen fünf Soloalben unter eigenem Namen. Ab 2010 komponierte und produzierte er die Debütalben von Poison Sun, Pänzer 2014 und Iron Allies 2022.
Der ehemalige Sänger Charlie Huhn stieg im Jahr 2000 bei der britischen Boogieband Foghat ein und hatte im Jahr 2007 auf dem Album Barra da Tijuca von Matt Roehr (Böhse Onkelz) die Vocals eingesungen.
Fernando Garcia sang 2001 bei Biss, im Jahr 2004 bei Wicked Sensation auf dem Album Exceptional und ab demselben Jahr bei der Schweizer Metalband Godiva. Des Weiteren sang er 2005 auch bei Alex Parche.
Fritz Randow trommelte in der Zwischenzeit für die englische Rockband Saxon und seit 2007 bei der deutschen Band Jane.

### Wiedervereinigungen seit 2003
2003 erschien das Album Instinct in der klassischen Besetzung Charlie Huhn, Tommy Newton, Herman Frank, Peter Knorn und Fritz Randow. Victory spielten einige Konzerte in Russland, Bulgarien sowie auf dem Wacken Open Air in Norddeutschland. Da Sänger Huhn in Amerika lebt und sein Engagement bei Foghat nicht aufgeben wollte, gab es keine weiteren Tourneen. Huhn wurde schließlich durch den Sänger Jioti Parcharidis (Human Fortress) ersetzt. 
Mit ihm nahm die Band das Album Fuel to the Fire auf, das Neuaufnahmen alter Bandlieder enthält. Es wurde im Januar 2006 veröffentlicht. Gleichzeitig folgte der nächste Besetzungswechsel. Schlagzeuger Fritz Randow verließ Victory und wurde durch den ehemaligen PUMP-Drummer Achim Keller ersetzt. Mit ihm folgten Auftritte beim Bang Your Head und Sweden Rock Festival sowie eine Europatour im Vorprogramm der amerikanischen Heavy-Metal-Band Metal Church im Mai und Juni.
Im Januar 2007 erlitt Gitarrist Tommy Newton einen Herzinfarkt, von dem er sich schnell erholte. Nach drei abgesagten Konzerten fand am 23. Februar 2007 der Auftritt beim Festival „Break the Barrier“ in Bremen mit ihm statt.
Ende 2009 wurde das zehnte Studioalbum der Band eingespielt. Leider fand sich lange keine geeignete Plattenfirma dafür, sodass sich die Bandmitglieder anderen Aufgaben zuwandten. Herman Frank stieg wieder bei Accept ein, und Tommy Newton bezog mit seinem Studio neue Räumlichkeiten. Als 2011 schließlich ein Label gefunden war, entschied man sich, Don't Talk Science als Abschiedsalbum zu veröffentlichen und die Band damit aufzulösen.
In einer Presseerklärung vom 2. Juli 2013 gaben Victory ein weiteres Mal ihre Wiedervereinigung bekannt. Neben Parcharidis und Frank war zunächst auch der langjährige Schlagzeuger Fritz Randow mit von der Partie, dessen Platz nahm aber kurz danach Michael Wolpers ein. Als weitere neue Mitglieder wurden Bassist Peter Pichl (Running Wild) und Gitarrist Christos Mamalitsidis (Nikki Puppet) vorgestellt, die die beiden Gründungsmitglieder Tommy Newton und Peter Knorn ersetzten.
2016 veröffentlichte diese Besetzung das Doppel Live-Album Two Years and a Few Beers later. Nach einer durch Sänger Jiotis Parcharidis krankheitsbedingten langen Pause musste Frank mit dem Sänger Gianni Pontillo die Band neu besetzen und konnte zusammen mit Gitarrist Mike Pesin, Bassist Malte Frederik Burkert und Drummer Michael Stein im Jahr 2021 mit Gods of Tomorrow das erste Studioalbum seit langer Zeit veröffentlichen. Konzerte in ganz Europa und eine erste Solo-Tournee 2024 folgten. Passend zum nächsten Album Circle of Life 2024 gehen sie im Januar 2025 zusammen mit Gravedigger auf eine weitere Tournee und erscheinen wieder bei den großen Festivals wie Rock Hard und Wacken.

## Galerie

Victory, Besetzung live auf den Rock & Metal Day'z 2025 in Oschersleben
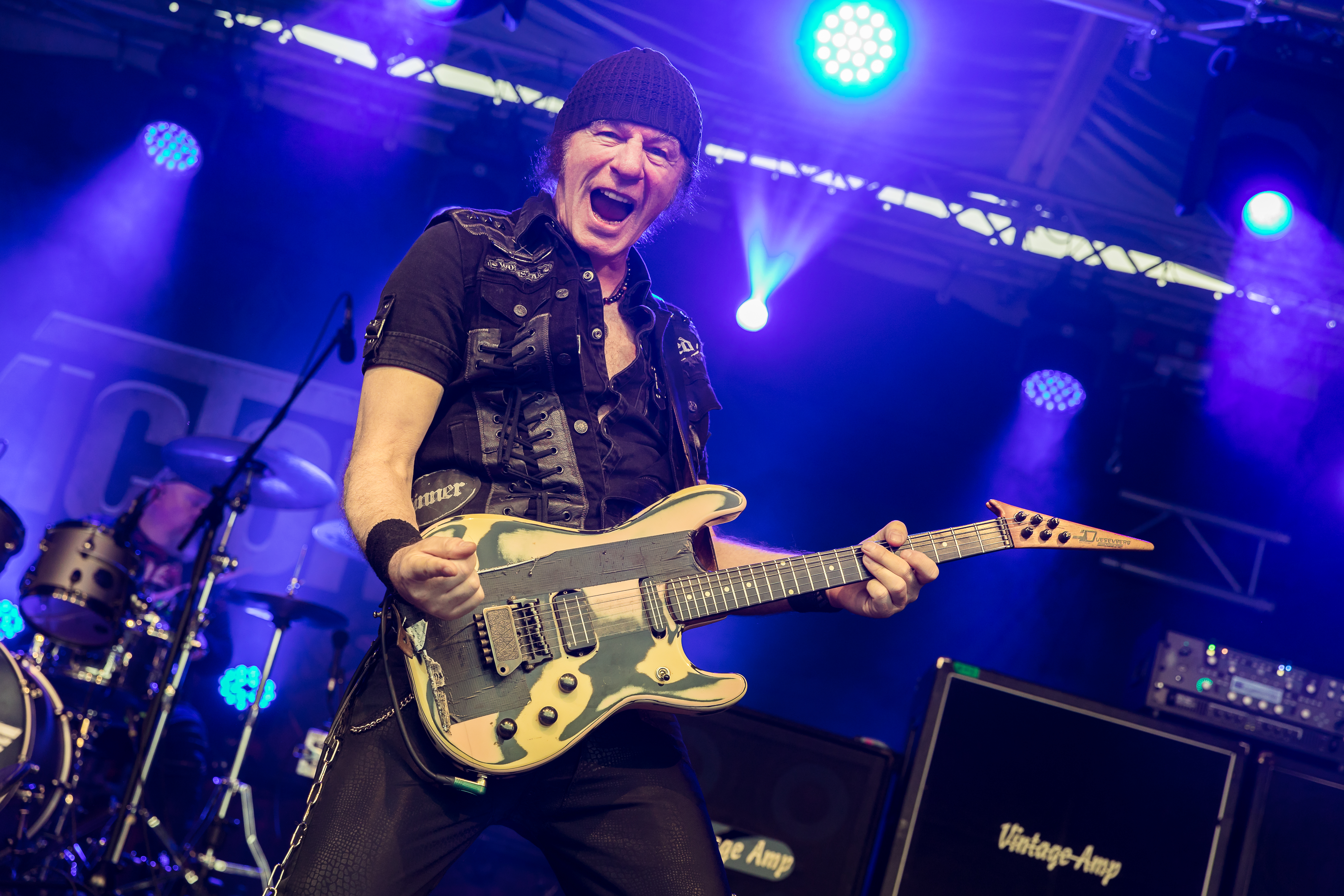
Gitarrist Herman Frank
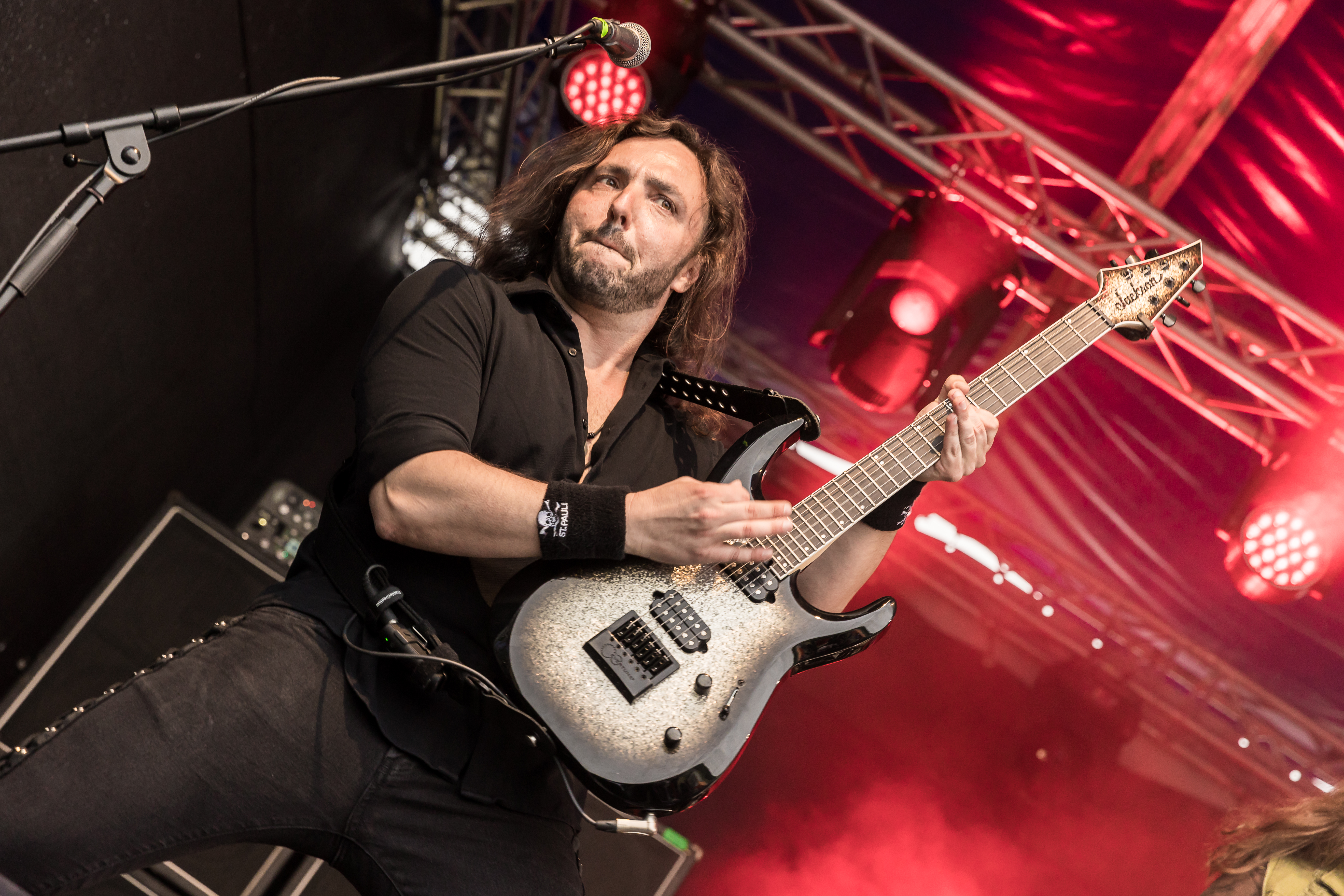
Gitarrist Mike Pesin
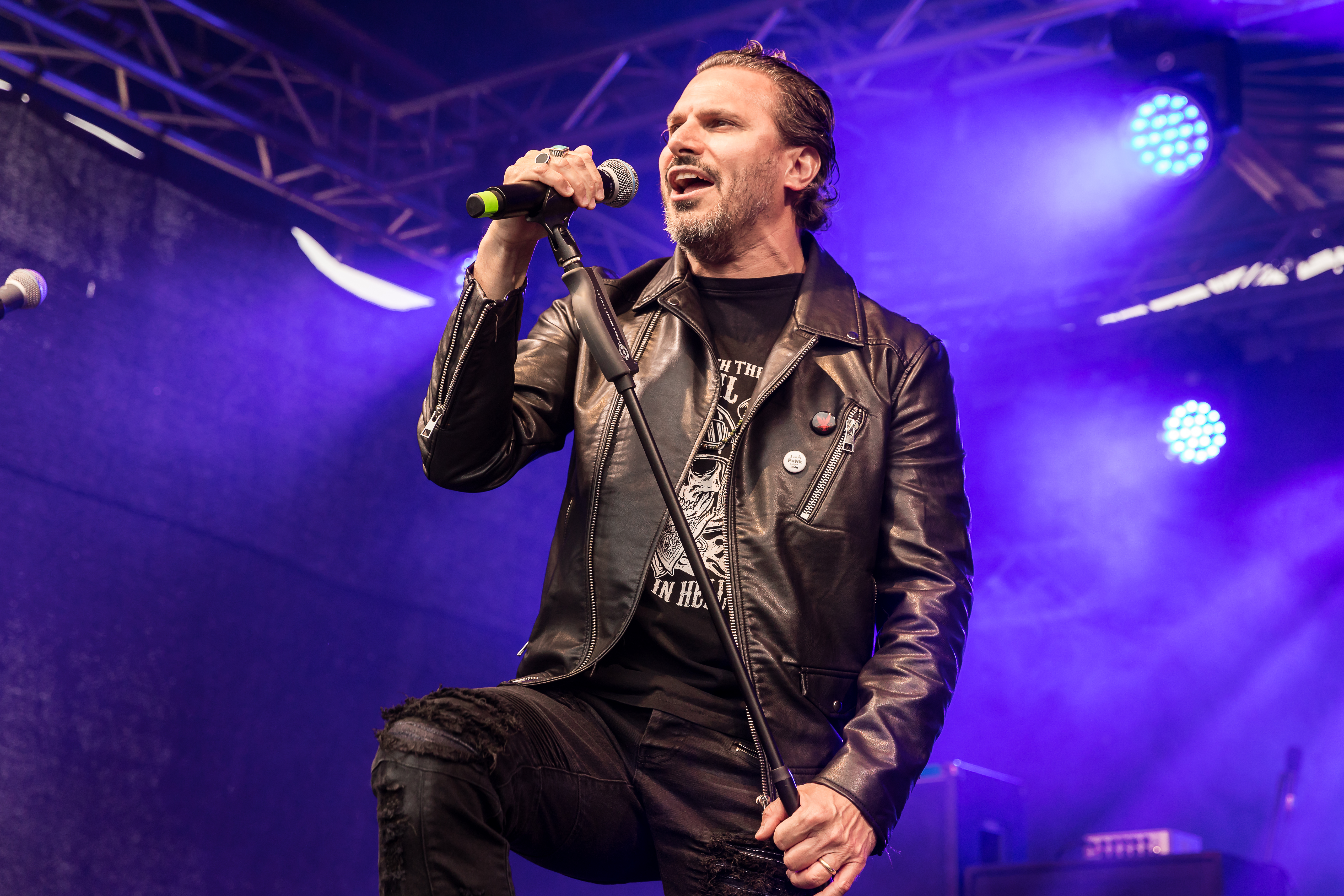
Sänger Gianni Pontillo
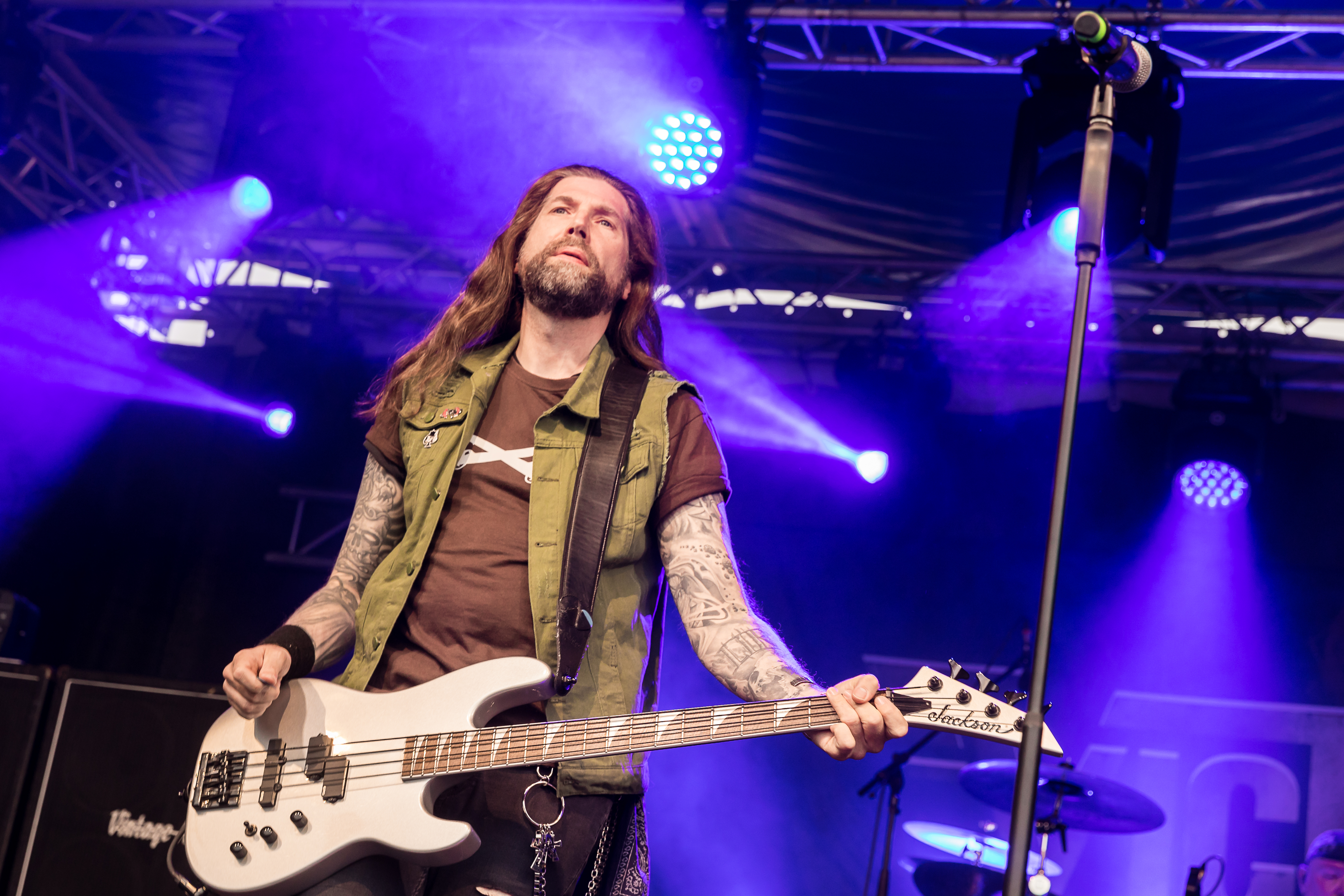
Bassist Malte Burkert

## Diskografie

### Studioalben
- 1985: Victory
- 1986: Don’t Get Mad … Get Even
- 1987: Hungry Hearts
- 1989: Culture Killed the Native
- 1990: Temples of Gold
- 1992: You Bought It – You Name It
- 1996: Voiceprint
- 2003: Instinct
- 2011: Don’t Talk Science
- 2021: Gods of Tomorrow
- 2024: Circle of Life

### Livealben und Kompilationen
- 1988: That’s Live (Live)
- 1992: The Very Best of – Rock‘n’Roll Kids Forever (Best of)
- 1994: Liveline (Live)
- 2006: Fuel to the Fire (Neuaufnahmen alter Bandklassiker)
- 2016 – Two Years and a Few Beers Later

### Singles und EPs
- 1986: Check’s in the Mail
- 1987: Feel the Fire
- 1989: Never Satisfied
- 1989: Don’t Tell No Lies
- 1990: Rock‘n’Roll Kids Forever
- 1992: Rock-O-Matic
- 1992: Lost in the Night
- 1996: Deep Inside the World

### Videoalben
- 1990: The Videos (VHS)